# Citharidium ansorgii
Citharidium ansorgii är en fiskart som beskrevs av George Albert Boulenger 1902. Citharidium ansorgii ingår i släktet Citharidium och familjen Citharinidae. IUCN kategoriserar arten globalt som livskraftig. Inga underarter finns listade i Catalogue of Life.